# FC Kickers Walldürn
Der FC Kickers Walldürn war von 1910 bis 1993 ein deutscher Fußballverein mit Sitz in der Stadt Walldürn im Neckar-Odenwald-Kreis in Baden-Württemberg. In der Saison 1946/47 spielte der Verein für ein Jahr in einer der damals zweithöchsten deutschen Spielklassen nach dem Zweiten Weltkrieg. Durch Fusion mit dem 1962 gegründeten SV Fortuna Walldürn ging der Verein am 14. Oktober 1993 in der Eintracht ´93 Walldürn auf.

## Geschichte

### Vorgeschichte und Gründung
Der Verein wurde im Juni 1910 als FC Phoenix Walldürn gegründet. Aufgrund mangelnder Vereine in der Umgebung gab es in den ersten paar Jahren noch keinen wirklichen Gegner. 1911/12 wurde dann der konkurrierende Verein Fußballklub „Germania“ gegründet. Auf deren Anlage konnte die Spieler von Phoenix von nun an spielen, mussten dafür aber auch manchmal für die gegnerische Mannschaft auflaufen. Die Germania sollte aber nur kurz überdauern und 1912 gab es erste Bestrebungen sich einem größeren Verein anzuschließen. In diesem Jahr gab es erstmals Verhandlungen mit dem TV 1848 Walldürn, jedoch zunächst ohne Erfolg. Nach Ausbruch des Ersten Weltkriegs kam der Spielbetrieb zum Erliegen. Nach dem Krieg bestand der Verein unter dem TV dann noch einmal intern weiter. Zusätzlich dazu wurde dann noch der Verein „Schwarzer Adler“ gegründet, welcher sich bereits 1921 dem TV anschloss. Aufgrund der Weigerung des TV sich weiter im Fußball zu engagieren, gründete sich am 19. Juli 1923 unter dem Namen FC Kickers 1910 Walldürn ein neuer Verein. Daraufhin wurde die Fußball-Abteilung des TV auch aufgelöst.

### Zweiter Weltkrieg bis 1960er Jahre
| Saison  | Liga                  | Platz | Punkte | Tore  |
| ------- | --------------------- | ----- | ------ | ----- |
| 1946/47 | Landesliga Nordbaden  | 14    | 9:43   | 27:98 |
| 1947/48 | 2. Amateurliga        |       |        |       |
| 1948/49 | 2. Amateurliga        | 2     |        |       |
| 1949/50 | 2. Amateurliga        |       |        |       |
| 1950/51 | 2. Amateurliga        |       |        |       |
| 1951/52 | 2. Amateurliga        |       |        |       |
| 1952/53 | 2. Amateurliga        |       |        |       |
| 1953/54 | 2. Amateurliga        |       |        |       |
| 1954/55 | 2. Amateurliga        |       |        |       |
| 1955/56 | 2. Amateurliga        |       |        |       |
| 1956/57 | 2. Amateurliga        |       |        |       |
| 1957/58 | 2. Amateurliga        |       |        |       |
| 1958/59 | 2. Amateurliga        |       |        |       |
| 1959/60 | 2. Amateurliga        | 1     |        |       |
| 1959/60 | Amateurliga Nordbaden | 14    | 25:35  | 43:61 |
| 1960/61 | Amateurliga Nordbaden | 15    | 21:39  | 30:59 |
| 1961/62 | 2. Amateurliga        |       |        |       |
| 1962/63 | 2. Amateurliga        |       |        |       |
| 1963/64 | 2. Amateurliga        |       |        |       |
| 1964/65 | 2. Amateurliga        |       |        |       |
| 1965/66 | 2. Amateurliga        |       |        |       |
| 1966/67 | 2. Amateurliga        |       |        |       |
| 1967/68 | 2. Amateurliga        |       |        |       |
| 1968/69 | 2. Amateurliga        |       |        |       |
| 1969/70 | 2. Amateurliga        |       |        |       |

Zur Spielzeit 1934/35 gelang der Aufstieg in die damals zweitklassige Fußball-Bezirksklasse Unterbaden. Der Spielbetrieb konnte nur bis zum Jahr 1937 komplett aufrechterhalten werden. Ab Februar 1939 wurde der Sportbetrieb im Verein dann komplett aufgegeben. Bereits kurz nach dem Ende des Zweiten Weltkriegs kam dann bereits aber wieder ein Spielbetrieb zustande. Zur Saison 1946/47 stieg der Verein dann sogar in die Landesliga Nordbaden auf, welche damals die zweithöchste Spielklasse darstellte. Mit 9:43 Punkten stieg die Mannschaft als letzter der Gruppe Nord aber sofort wieder ab. Im Jahr 1948 stand die Mannschaft kurz vor dem Abstieg aus der 2. Amateurliga in die A-Klasse. Dieser konnte jedoch abgewendet werden. Bereits nach der Saison 1848/49 konnte die Mannschaft sich dann sogar auf dem zweiten Platz der Liga positionieren.
Nach mehreren einstelligen Platzierungen gelang zur Saison 1959/60 dann noch einmal der Aufstieg in die drittklassige 1. Amateurliga Nordbaden. Mit 25:35 Punkte konnte dann über den 14. Platz die Klasse dann auch sehr knapp noch gehalten werden. Nach der nächsten Saison war dann durch 21:39 Punkte und dem vorletzten Platz dann aber auch schon wieder Schluss und der Verein stieg in die 2. Amateurliga ab. In der nachfolgenden Zeit konnte sich die Mannschaft an der Spitze der 2. Amateurliga festsetzen. Trotz der Teilnahme an mehreren Relegationsrunden, gelang dann aber kein weiterer Aufstieg mehr. Im Jahr 1962 bekam der Verein dann in Form des SV Fortuna Walldürn nach langer Zeit erstmals wieder innerstädtische Konkurrenz, ab 1965 in derselben Klasse.

### 1970er Jahre bis Fusion
| Saison  | Liga                | Platz | Punkte | Tore |
| ------- | ------------------- | ----- | ------ | ---- |
| 1970/71 | 2. Amateurliga      |       |        |      |
| 1971/72 | 2. Amateurliga      |       |        |      |
| 1972/73 | 2. Amateurliga      |       |        |      |
| 1973/74 |                     |       |        |      |
| 1974/75 |                     |       |        |      |
| 1975/76 |                     |       |        |      |
| 1976/77 |                     |       |        |      |
| 1977/78 | Bezirksliga Buchen  |       |        |      |
| 1978/79 | Landesliga Odenwald |       |        |      |
| 1979/80 | Bezirksliga Buchen  |       |        |      |
| 1980/81 | Bezirksliga Buchen  |       |        |      |
| 1981/82 | Bezirksliga Buchen  |       |        |      |
| 1982/83 | Bezirksliga Buchen  |       |        |      |
| 1983/84 | A-Klasse            |       |        |      |
| 1984/85 | Bezirksliga Buchen  |       |        |      |
| 1985/86 | Bezirksliga Buchen  |       |        |      |
| 1986/87 | Bezirksliga Buchen  |       |        |      |
| 1987/88 | Bezirksliga Buchen  |       |        |      |
| 1988/89 |                     |       |        |      |
| 1989/90 |                     |       |        |      |
| 1990/91 |                     |       |        |      |
| 1991/92 |                     |       |        |      |
| 1992/93 |                     |       |        |      |
| 1993/94 | Kreisliga           | 2     |        |      |

Gemeinsam mit der Fortuna stieg der Verein nach der Saison 1972/73 ab. Zwar gelang nach der Saison 1977/78 in der damals neuen Bezirksliga Buchen noch einmal der Aufstieg, nach einer Spielzeit in der Landesliga war dann hier aber auch wieder Schluss. In den 80er Jahren konnte sich die Mannschaft dann aber nicht lange in der Bezirksliga halten. 1983 stand dann bereits der Abstieg in die A-Klasse an. Nach der darauffolgenden Spielzeit gelang dann aber auch gleich der Wiederaufstieg.
Das 75-jährige Vereinsjubiläum der Kickers Walldürn wurde im Jahre 1985 mit einem großen Sportfest und eigener Festschrift gefeiert. Zur Saison 1985/86 begannen dann erste Verhandlungen mit dem SV Fortuna über eine Kooperation in den Jugendabteilungen. Ab der Saison 1986/87 wurde diese dann auch Wirklichkeit. Nach der Saison 1987/88 stieg die Mannschaft dann ein weiteres Mal ab. Erst nach der Saison 1993/94 gelang dann als Vizemeister der Kreisliga wieder der Aufstieg in die Bezirksklasse.
Bereits im November 1992 begannen, zuvor schon hin und wieder getätigte, vertrauliche interne Verhandlungen der Kickers mit dem SV Fortuna über eine Fusion der beiden Vereine. Daraufhin wurden unabhängig voneinander bei beiden Vereinen Unterschriften gesammelt. Nach ein paar Wochen hatten die meisten Spieler der Mannschaften unterschrieben. Im Februar/März 1993 begannen dann auch offiziell die Gespräche über eine Fusion. Nach einer Abstimmung über die Fusion am 24. April 1993 sprachen sich die Mitglieder der Kickers fast geschlossen und die Mitglieder des SV Fortuna zu ca. 60 % für eine Fusion der beiden Vereine aus. Am 14. Oktober 1993 folgte dann auch die Gründungsversammlung des neuen Vereins mit dem Namen Eintracht 1993 Walldürn e. V.. Am 26. November 1993 beschlossen beide Vereine auf einer Mitgliederversammlung dann auch die Auflösung der beiden Vereine. Die Auflösung der Kickers erfolgte dann offiziell zum 31. Mai 1994, die Fusion trat dann einen Tag später in Kraft.

## Nachfolgeverein

### Gründung der Eintracht ´93 Walldürn
| Saison  | Liga                | Platz | Punkte | Tore  |
| ------- | ------------------- | ----- | ------ | ----- |
| 1994/95 | Bezirksliga Buchen  | 9     | 28     | 40:39 |
| 1995/96 | Bezirksliga Buchen  | 7     | 43     | 59:47 |
| 1996/97 | Bezirksliga Buchen  | 3     | 49     | 42:31 |
| 1997/98 | Bezirksliga Buchen  | 1     | 70     | 61:15 |
| 1998/99 | Landesliga Odenwald | 10    | 35     | 40:49 |
| 1999/00 | Landesliga Odenwald | 16    | 20     | 31:72 |

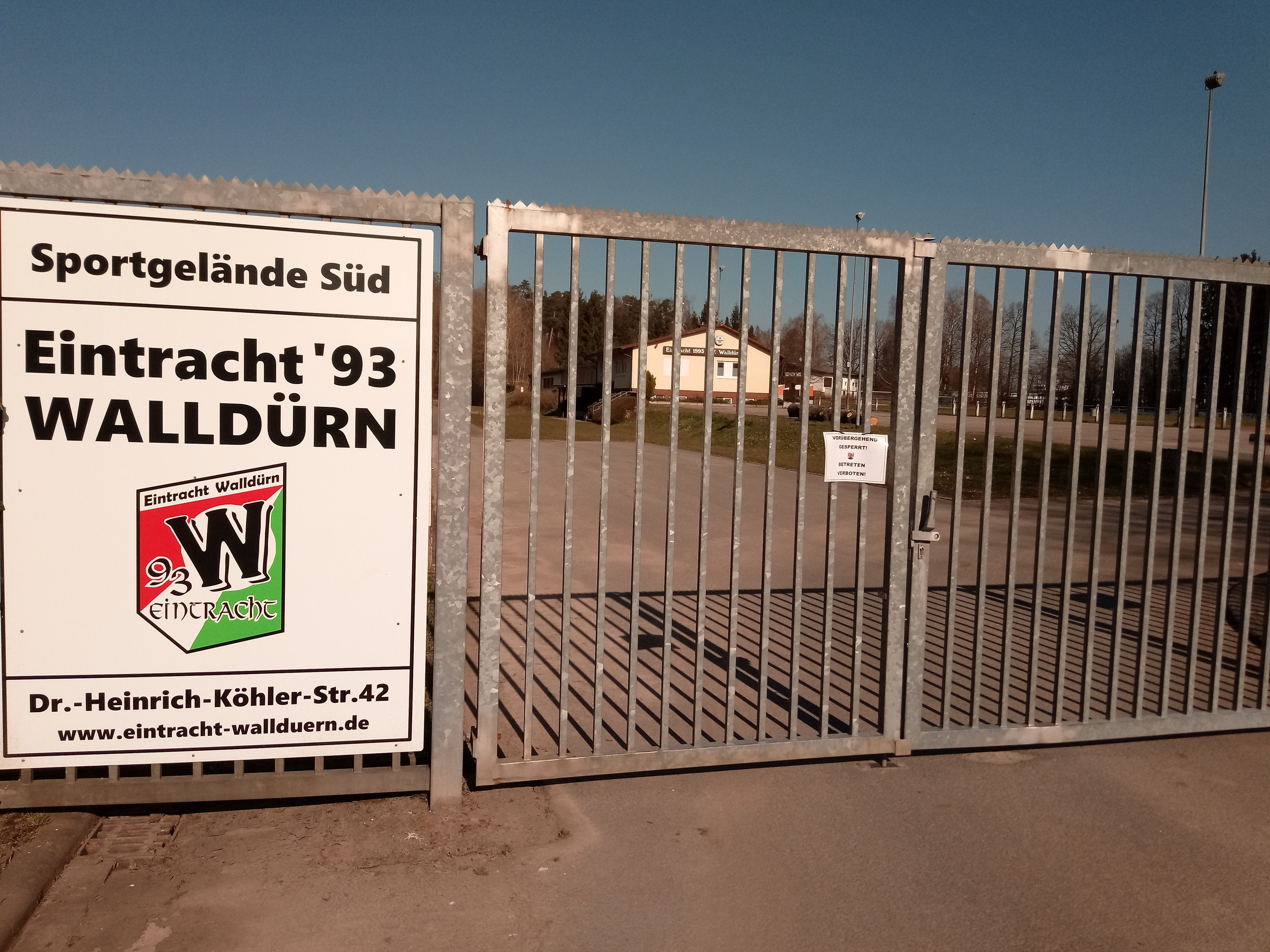

Nach dem Zusammenschluss der Kickers mit dem SV Fortuna bildete sich die Eintracht ´93 Walldürn. Es dauerte aber eine Weile, bis sich die Mannschaft in der neuen Formation einspielen konnte. Nach der ersten Saison 1994/95 als neue Mannschaft schloss die Eintracht auf mit 28:32 Punkten auf dem neunten Platz der Bezirksliga Buchen ab. Nach der Saison 1997/98 gelingt dann die Meisterschaft in der Bezirksliga und damit der Aufstieg in die Landesliga Odenwald zur nächsten Saison. Mit dem zehnten Platz in der nachfolgenden Saison konnte die Klasse dann auch gehalten werden. Jedoch musste die Mannschaft nach der Saison 1999/2000 mit dem 16. Platz und nur 20 Punkten wieder den Weg des Abstiegs von der Landesliga zurück in die Bezirksliga gehen.

### Zeit nach der Jahrtausendwende
| Saison  | Liga                | Platz | Punkte | Tore  |
| ------- | ------------------- | ----- | ------ | ----- |
| 2000/01 | Bezirksliga Buchen  | 7     | 46     | 50:50 |
| 2001/02 | Bezirksliga Buchen  | 5     | 56     | 79:40 |
| 2002/03 | Bezirksliga Buchen  | 2     | 65     | 91:26 |
| 2003/04 | Bezirksliga Buchen  | 1     | 70     | 98:24 |
| 2004/05 | Landesliga Odenwald | 14    | 26     | 23:55 |
| 2005/06 | Kreisliga Buchen    | 8     | 39     | 49:50 |
| 2006/07 | Kreisliga Buchen    | 3     | 42     | 85:43 |
| 2007/08 | Kreisliga Buchen    | 2     | 42     | 79:37 |
| 2008/09 | Landesliga Odenwald | 5     | 45     | 56:54 |
| 2009/10 | Landesliga Odenwald | 6     | 46     | 64:54 |
| 2010/11 | Landesliga Odenwald | 13    | 35     | 46:60 |
| 2011/12 | Kreisliga Buchen    | 5     | 55     | 81:52 |
| 2012/13 | Kreisliga Buchen    | 1     | 63     | 83:34 |
| 2013/14 | Landesliga Odenwald | 4     | 46     | 46:36 |
| 2014/15 | Landesliga Odenwald | 14    | 24     | 33:61 |
| 2015/16 | Kreisliga Buchen    | 12    | 36     | 42:48 |
| 2016/17 | Kreisliga Buchen    | 7     | 46     | 53:56 |
| 2017/18 | Kreisliga Buchen    | 1     | 61     | 63:32 |
| 2018/19 | Landesliga Odenwald | 17    | 28     | 33:59 |
| 2019/20 | Kreisliga Buchen    |       |        |       |

In der Bezirksliga war die erste Mannschaft der Eintracht Walldürn bis zur 2003/04 aktiv, wonach schließlich wieder der Meistertitel erreicht und der Aufstieg gesichert werden konnte. Nach der ersten Saison zurück in der Landesliga, stieg die Mannschaft mit 26 Punkten über den 14. Platz aber direkt wieder ab. Diesmal allerdings in die Kreisliga Buchen. Von dort aus gelang mit dem zweiten Platz nach der Saison 2007/08 nach der Relegation, ein weiteres Mal der Aufstieg in die Landesliga. Diese konnte dann in der ersten Saison sogar über den fünften Platz, locker gehalten werden. Bedingt durch den 13. Platz nach der Saison 2010/11 stieg die Mannschaft jedoch ein weiteres Mal in die Kreisliga ab. Nach der Meisterschaft in der Spielzeit 2012/13 gelang dann aber ein weiteres Mal der Wiederaufstieg in die Landesliga. In der ersten Saison hier, konnte die Mannschaft dann ein weiteres Mal mit dem vierten Platz in ihrer Einstandssaison eine hohe einstellige Platzierung erreichen. Nach einer weiteren Saison war mit dem 14. Platz und nur 29 Punkten wieder der Abstieg aus der Landesliga besiegelt. Nach der Saison 2017/18 gelang dann noch einmal der Aufstieg, nur um nach der nächsten Saison als 17. direkt wieder abzusteigen. Seit der Saison 2019/20 spielt der Verein somit wieder in der Kreisliga Buchen.
Im März 2020 musste aufgrund der COVID-19-Pandemie in Deutschland das Sportgelände geschlossen und der komplette Trainingsbetrieb auf unbestimmte Zeit ausgesetzt werden. Der Spielbetrieb wurde vom Badischen Fußballverband ebenfalls ausgesetzt.

## Vereinsstruktur

### Abteilungen und Sportarten
Der Nachfolgeverein Eintracht Walldürn weist als Sportverein folgende Abteilungen auf (Stand: 2020):
- Fußballabteilung – Seit 1993 im Nachfolgeverein Eintracht Walldürn. Zuvor mit Unterbrechungen bereits ab 1910 bei den Kickers Walldürn. Die Fußballabteilung besteht derzeit aus den folgenden Mannschaften:
  - Erste und Zweite Mannschaft (Herren)
  - Mehrere Jugendmannschaften (durchgängig von der F- bis zur A-Jugend) und Bambinis
  - Traditionsteam (AH)
- Karateabteilung

### Sportstätten
Der Nachfolgeverein Eintracht Walldürn verfügt heute über ein Sportgelände mit Sportplatz, Sportheim und zwei angrenzenden Trainingsplätzen.

### Mitgliederstruktur
Der Gesamtverein verfügt heute über knapp 1000 Mitglieder. Diese verteilen sich zu zwei Dritteln auf die Fußballabteilung und einem Drittel auf die Karateabteilung. Der Höchststand der Vereinsmitglieder betrug im Jahre 2004 insgesamt 1260 Personen.

### Vereinszeitung
Der Nachfolgeverein Eintracht Walldürn gibt seit der Erstausgabe im September 1994 eine monatlich erscheinende Vereinszeitung mit dem Titel Eintracht Heftle heraus. Die Redaktion leitet derzeit Joachim Mellinger.

## Erfolge

### FC Kickers Walldürn
- 1946: Aufstieg in die Landesliga Nordbaden 1946/47, eine der damals zweithöchsten Spielklassen in Deutschland
- 1950er: dreimal 2., zweimal 3., einmal 4. und einmal 5. Platz der 2. Amateurliga
- 1959: Odenwaldmeister der 2. Amateurliga 1958/59
- 1960er: Teilnahme an zwei Relegationsspielen durch vordere Plätze in der 2. Amateurliga
- 1969: Meisterschaft
- 1978: Meisterschaft in der neu gebildeten Bezirksliga Buchen 1977/78

### Eintracht Walldürn
- Meisterschaft in der Bezirksliga Buchen: 1997/98, 2003/04
- Meisterschaft in der Kreisliga Buchen: 2012/13, 2017/18
  - Aufstieg in die Landesliga Odenwald: 1998, 2004, 2008 (Relegation), 2013, 2018

## Hervorgegangene Turniere
Die Jugendabteilung startete 1981 mit dem Jugendhallenfußballturnier um Dreikönig in der Walldürner Nibelungenhalle, das bis heute Bestand hat. Am 3. Januar 2020 wurde die 40. Auflage des traditionellen Jugendhallenfußballturniers in Walldürn ausgespielt.

## Bekannte Spieler und Trainer

### Bekannte Spieler
- Alfred Dippold, ehemaliger Spieler in der Fußball-Oberliga Süd, einer von fünf Staffeln der damals höchsten Spielklasse der Nachkriegszeit

### Bekannte Trainer
- Martin von Buchen, ehemaliger Spieler des 1. FC Kaiserslautern und der FC Kickers Walldürn